# Ринкбол

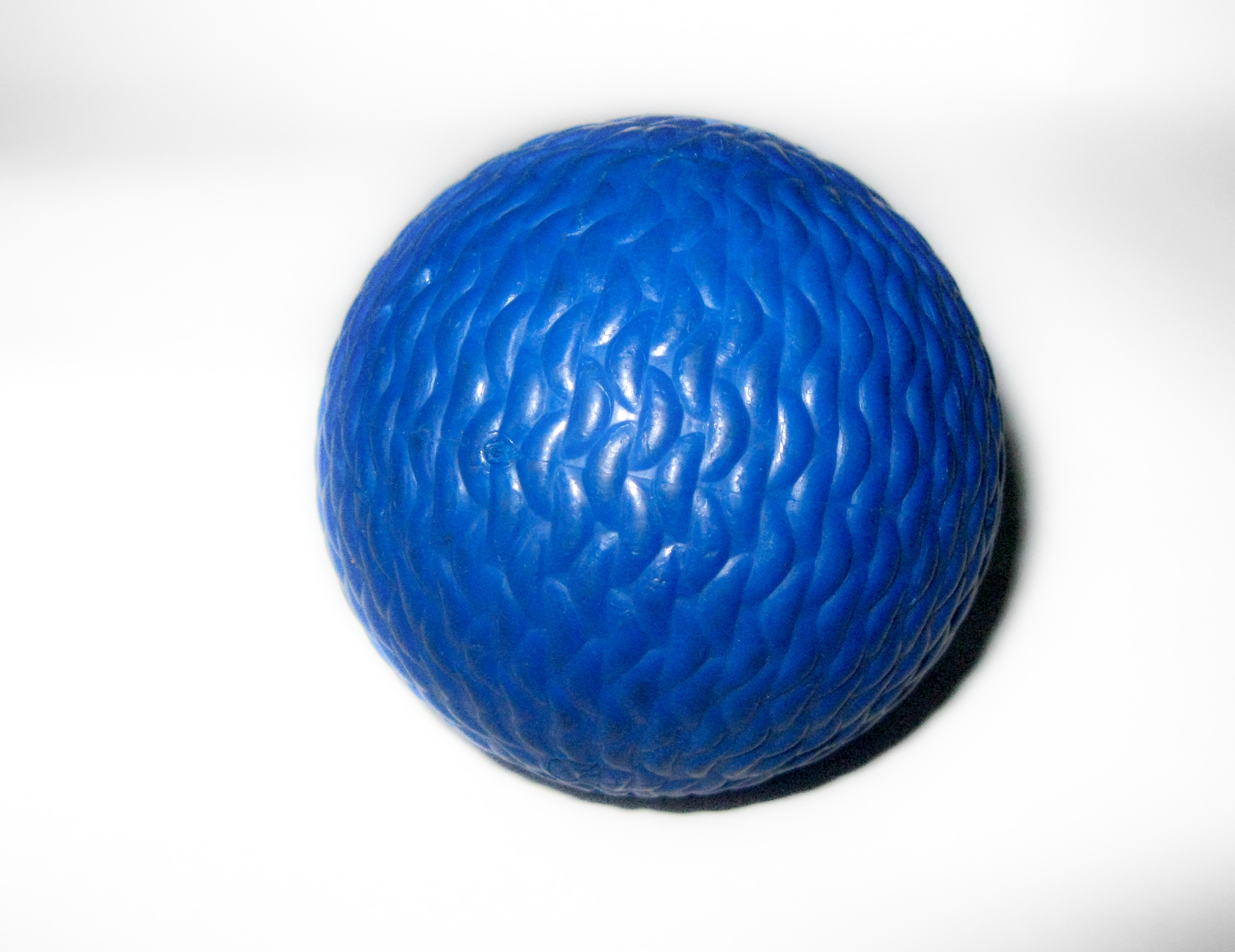
Ринкбол

Ринкбол — игровой командный зимний вид спорта, в который играют мячом с клюшкой на коньках.

## Правила
Правилами воспрещены опасные (повыше колена) замахи, а также удары. Действие проистекает в месте, ограниченном бортами шайбного поля, потому издержки энергии меньше, чем на большой арене.За нарушения правил игрок может быть удален на две или четыре минуты, за грубую игру - на 5 или 10 минут, а то и до конца игры.
Неимение расположения «вне игры» (офсайда) даёт игре ещё более значительный динамизм.
В ринкбол играют во Дворцах спорта. Протяжённость игрового поля обязана быть от 45 до 61 метра, а ширина от 26 до 30 метров.
На игровом поле обозначены средняя линия, линия ворот, голубые полосы, а также точки свободного удара. Игровое поле обносится бортом, вышина какового обязана быть от 100 до 122 см. Штрафная зона распростирается в собственной половине поля с торца поля до голубой линии.
Перед воротами размечается площадь ворот красной линией шириной 5 см. Площадь ворот размечается следующим образом: на расстоянии 30 см снаружи от боковой стойки ворот, перпендикулярно к линии ворот наносятся линии длиной 122 см и шириной 5 см, самые отдалённые точки которых от линии ворот соединяются между собой линией шириной 5 см. Внутренние размеры ворот в ринкболе: высота 122 см, ширина 183 см и глубина от 60 см до 1 метра. Линия ворот располагается на расстоянии от 3,5 до 4,5 м от края поля.
Мяч, изготавливаемый из пластмассы или другого утверждённого материала и имеющий хорошо различимый цвет, должен быть утверждён Международной Федерацией ринкбола. При падении на лёд с высоты 1,5 м мяч должен регулярно отскакивать вверх не меньше 15 см и не больше 30 см. Диаметр мяча во всех направлениях должен быть 6 см и вес неиспользованного мяча не меньше 58 и не больше 62 грамм.
Клюшка, одобренная Международной федерацией, должна быть изготовлена из дерева или подобного материала. Ширина ни в одном месте не должна превышать 6,5 см. Наружная сторона должна иметь эллиптический изгиб и её длина не должна превышать 120 см. Боковая кривизна лопасти, измеренная от горизонтальной плоскости, не должна превышать 4 см. Углы и грани ручки в нижней части клюшки должны быть округлены. Сломанной клюшкой играть запрещается. Игрок сам или партнёр подбирает немедленно со льда все видимые части сломавшейся клюшки.
Одновременно от обеих команд на игровом поле может быть не более шести игроков, из которых один должен быть вратарь. При начале игры в команде должно быть не менее пяти игроков, из которых один должен быть вратарь. У обеих команд может быть 12 запасных игроков и один запасной вратарь. Состав команды — не более 17 полевых игроков и два вратаря — необходимо подать судье до начала игры. Внесенные в список состава команды вратарь и запасной вратарь не имеют права играть в качестве полевого игрока. Отсутствующий в списке команды игрок может вступить в игру только с разрешения судьи в течение основного игрового времени. Дополнять список состава команды во время соревнования по буллитам и дополнительного времени не разрешается.
Замена игроков может произойти только тогда, когда мяч в игре, во время дополнительного времени, при назначении наказания (при удалении на 10 минут или до конца матча), во время приостановки игры, вызванной травмированием игрока, или после засчитанного гола с тем условием, что заменяемый игрок покинет поле до того, как на нём появится заменяющий его игрок. Замену игроков необходимо производить всегда в районе скамейки запасных игроков.
Игровое время — два тайма по 30 минут. Перерыв между таймами — пять минут или же время, необходимое для приведения в порядок поля. Овертайм длится также, как и в хоккее с шайбой, где действует правило золотого гола.

## Соревнования
В 1998 году в Омске был разыгран первый чемпионат мира по ринкболу. На нём победу одержала российская сборная. Второе место заняли шведы, третье — финны, четвёртое — белорусы.